# Чар (музыкант)
Хисато Такэнака (яп. 竹中 尚人 Такэнака Хисато, род. 16 июня 1955), более известный под псевдонимом Чар (Char), — японский музыкант, автор песен и музыкальный продюсер. Считается одним из величайших гитаристов Японии.
В 2003 году компания HMV Japan поставила Чара на 38-е место в списке 100 важнейших японских поп-исполнителей. В 2007 году журнал Rolling Stone Japan поставил его альбом Psyche на 36-е место в списке величайших японских рок-альбомов всех времён. Чар занял 3-е место по результатам опроса пользователей веб-портала Goo 2011 года по поводу того, какого гитариста японцы считают наиболее достойным представлять страну. Чар был назван величайшим японским гитаристом в списке журнала Guitar Magazine за 2017 год, составленном профессиональными музыкантами, а также по итогам голосования на Goo в 2019 году. В том же году журнал Young Guitar Magazine признал песню «A Fair Wind» 34-й лучшей гитарной инструментальной композицией.

## Карьера
В начальной школе Чар стал учиться играть на пианино, в восемь лет — на гитаре. Он слушал разных гитаристов, между тем именно благодаря Эрику Клэптону у него появился интерес к этому инструменту. Ещё в средней школе Чар начал работать сессионным гитаристом. В 1973 году, когда ему было 17 лет, он с Мари Канэко образовал группу Smoky Medicine. Несмотря на то что коллектив распался в следующем году, они привлекли большое внимание в музыкальной индустрии, а журнал Guitar Magazine позже назвал их «возможно, самой известной любительской группой в Японии».
В 1976 году Чар подписал контракт с Canyon Records и совершил сольный дебют, выпустив сингл «Navy Blue» в июне и студийный альбом Char в сентябре. В 1978 году он вместе с Джонни Ёсинагой и Луиз Луи Кабэ сформировал супергруппу Johnny, Louis & Char. В следующем году они сыграли бесплатный концерт в открытом зале «Хибия», запись которого вышла в качестве первого альбома Free Spirit. Через несколько лет музыканты сменили название группы на Pink Cloud. В 1986 году они совместно с Киёсиро Имавано записали песни «S.F» и «Private», использовавшиеся в аниме Prefectural Earth Defense Force.
В 1981 году Чар выпустил альбом U.S.J, записанный при участии Джеффа Поркаро и Дэвида Фостера, причём сопродюсером стал Стив Люкатер. В 1986 году он с Кацухико Накагавой сочинил песню «Last Wish Onajiirono Christmas». Он повторил гитарную партию для кавер-версии песни, которую в 2014 году выпустила дочь Накагавы Сёко. В 1987 году Чар основал собственный лейбл Edoya (яп. 江戸屋). В следующем году он образовал группу Psychedelix с Джимми Копли и Джезом Локри. В 1989 году Чар и Осаму Исида создали акустический дуэт Baho.
В 1999 году Чар провёл тур по Японии в составе коллектива CB&A, в который вошли ещё Кармайн Аппис и Тим Богерт. В следующем году они выпустили концертный альбом. В 2006 году он с Томоясу Хотэем записал сингл «Stereocaster», а в следующем году присоединился к Хотэю и Брайану Сетцеру для короткого совместного тура. В 2009 году музыкант основал лейбл Zicca Records.
В 2010 году Чар выпустил шесть кавер-альбомов, для каждого из которых перепел песни исполнителей, вдохновлявших его: Эрика Клэптона, Джеффа Бека, The Beatles, The Ventures, Джимми Пейджа и Джими Хендрикса. С 2011 года он участвовал в нескольких записях кавер-версий известных песен, организованных проектом Playing for Change.
По случаю своего 60-летия Чар выпустил в 2015 году альбом Rock+, который записывался при участии различных музыкантов, включая сына Джесси, Хотэя, Хаму Окамото и Масахару Фукуяму. 15 июля того же года он провёл бесплатный концерт в зале «Хибия», как это было ранее в составе Johnny, Louis & Char. Чар стал одним из приглашённых гитаристов, участвовавших в записи альбома Кадзуми Ватанабэ 2016 года Guitar is Beautiful KW45, в частности сыграл для двух песен. В 2017 году он исполнил гитарную партию для кавер-версии Ацуси на песню Джо Яманаки 1977 года «Proof of the Man».

## Личная жизнь
Такэнака женат на бывшей модели Канне С. Макфаддин, которая написала слова для нескольких его песен. Сын — Джесси Макфаддин (род. 1980), гражданин США, а также гитарист и вокалист японской рок-группы Rize.

## Дискография
Студийные альбомы
- Char (1976)
- Char II Have a Wine (1977)
- Thrill (1978)
- U.S.J (1981)
- Moon Child (1982)
- Psyche (1988)
- Psyche II (1988)
- I’m Gonna Take This Chance (1999)
- Bamboo Joints (2001)
- Sacred Hills (Sacred Hills 〜聖なる丘〜) (2002)
- Mr. 70’s You Set Me Free (2003)
- Amano-Jack (天邪鬼 Amano-Jack) (2005)
- Rock+ (2015)
- Staying Zicca (2020)

Мини-альбомы
- When I Wake Up in the Morning (1989)
- Black Shoes (1989)
- Mustang (1994)

Синглы
- «Navy Blue» (1976)
- «Kizetsu Suruhodo Nayamashii» (気絶するほど悩ましい) (1977)
- «Gyakukosen» (逆光線) (1977)
- «Togyu-shi» (闘牛士) (1978)
- «Girl» (1978)
- «Blue Christmas» (1978)
- «Today» (1998)
- «Let It Blow» (1998)
- «Touch My Love Again» (1999)
- «Share the Wonder» (2000)
- «R-1 (Route One)» (2000)
- «Long Distance Call» (2001)
- «A Fair Wind» (2002)
- «45 Over Drive» (2004)
- «Piano» (2005)
- «Osampo» (2006)
- «Stereocaster» (2006) (как Hotei vs Char)

Концертные альбомы
- Char Electric Guitar Concert (1997)
- Char Psyche 1988 (2000)
- Char Played With and Without (2000)
- Tradrock Char by Char (2011)
- Zig Zag Zone (2012)
- Tradrock Acoustic by Char (2012)
- 414 -Live at Hibiya Open Air Concert Hall- (2013)
- Rock+ Eve -Live at Nippon Budokan (2015)

Кавер-альбомы
- Eric by Char (2010)
- Jeff by Char (2010)
- The B by Char (2010)
- The V by Char (2010)
- Jimmy by Char (2010)
- Jimi by Char (2010)

Сборники
- The Best of Char (1982)
- Playback Series Char (プレイバック・シリーズ Char) (1987)
- Flashback Memories (1991)
- Days Went By 1988~1993 (1993)
- Character (1996)
- Char Edoya Collection 1988—1997
- All Around Me ~Char Plays Ballad~ (1999)
- Singles 1976—2005 (2006)
- Flying Toy’s (2007)
- Golden☆Best Char (ゴールデン☆ベスト Char) (2011)
- The Premium Best Char (ザ・プレミアムベスト Char) (2013)
- Light Mellow Char (2014)

Видеоальбомы
- 20th Anniversary ~Electric Guitar Concert~ (1999)
- The Clips (2000)
- Live in Nippon Budokan 2001 ~Bamboo Joints~ (2002)
- No Generation Gap (2004)
- Psyche (彩気 Psyche, 2005)
- Amano-Jack Movin' The Documentary on Studio Work & Live Tour of Char (2006)
- 414 -Live at Hibiya Open Air ConcertHall 2013- (2013)
- Rock+ Eve Live at Nippon Budokan (2015)
- Rock Free Concert (2015)
- Tradrock Blu-ray and Archive Box (2015)
- Old News (2019)